# Alexander Magnus
Alexander Magnus (* 18. August 1893 in Berlin; † unbekannt) war ein deutscher Kapitän zur See der Kriegsmarine und war u. a. als Seekommandant in die Deportation der jüdischen Bewohners Korfus eingebunden.

## Leben
Alexander Magnus trat am 1. April 1910 in die Kaiserliche Marine ein. Am 27. September 1913 zum Leutnant zur See befördert, war er 1914 auf der Hannover. Auf der Hannover wurde er am 22. März 1916 Oberleutnant zur See und blieb auf ihr bis Juni 1916. Anschließend kam er bis Januar 1917 zur Ausbildung an die U-Boot- und Torpedoschule. Zeitgleich war er Wachoffizier auf U 16. In gleicher Position war er für ein Jahr auf U 60. Ab Januar 1918 war er bis Kriegsende Kommandant von UB 122, einem neu in Dienst gestellten U-Boot des Typs UB III, mit dem er zwei Fahrten durchführte ohne Feindkontakt zu haben.
Nach dem Krieg wurde er in die Reichsmarine übernommen und am 9. September 1919 aus dieser verabschiedet. Am 28. September 1920 wurde er mit dem Charakter als Kapitänleutnant ausgezeichnet.
Später wurde er in die Kriegsmarine übernommen und war hier von September 1939 bis Juni 1940 Adjutant des Festungskommandanten Pillau. Als Korvettenkapitän war er von Juni 1940 bis Februar 1941 Stabsoffizier beim Stab des Seekommandanten Drontheim, der dem Admiral der norwegischen Nordküste unterstellt war. Im Februar 1941 wurde beim Admiral der norwegischen Nordküste der Küstensicherungsverband Norwegische Nordküste eingerichtet und Magnus dessen Verbandschef. Von Januar 1942 bis August 1943 war er als Fregattenkapitän, ab 1. Juli 1943 Kapitän zur See, Chef des Stabes des Admirals der norwegischen Nordküste. Anschließend wurde er Kommandant der Seeverteidigung Westgriechenland, einer gerade eingerichteten Dienststelle, die wieder aufgelöst wurde, als sich im Oktober 1944 die deutschen Truppen aus Griechenland zurückziehen mussten. Der Kommandant der Seeverteidigung Westgriechenland wurde auch zum Einsatz gegen Partisanen eingesetzt und Magnus soll auch an Hinrichtungen von Partisanen beteiligt gewesen sein.
In dieser Position war er in die Deportation jüdischer Bewohner von Korfu eingebunden. Als Mitte Mai 1944 der SS-Obersturmführer Paul von Manowski auf Korfu eintraf und dem Inselkommandanten Oberst Emil Jäger den Auftrag des Reichsführers SS zur Deportation der jüdischen Bewohner übermittelte. Von Manowski, durch SS-Obersturmführer Anton Burger unterstützt, forderte Jäger auf, die Verhaftungen von etwa 2000 jüdischen Bewohnern vorzunehmen. Jäger informierte Magnus, der auf Korfu eingetroffen war. Anfangs wurde die Bereitstellung von Transportmitteln durch Magnus verweigert und der Admiral Ägäis, Werner Lange, zur Weisung an Magnus durch Himmler aufgefordert. Daraufhin gab Lange den Befehl an Magnus, die notwendigen Schiffe zur Verfügung zu stellen, sodass Landungsboote (Siebelfähren) für den Transport der jüdischen Bewohner eingesetzt wurden.
Ab September 1944 – die Aufgabe des Bereichs stand bevor – war er als Seekommandant Westgriechenland sowohl für die anfängliche Umgliederung der Truppen in der Region verantwortlich als auch mit der Räumung z. B. von Patras und Mesolongi beauftragt. U. a. Beim Unternehmen Thunfisch wurden weit über 3.000 Menschen und eine große Anzahl Material transportiert. Magnus wurde für die erfolgreiche Durchführung gelobt. Bei der Räumung von Patras, dem Sitz des Kommandanten der Seeverteidigung Westgriechenlands, ließ sich Magnus vom Delegierten des Internationalen Roten Kreuzes, des Schweden Hans Ehrenstråle, überzeugen, die Stadt unversehrt zu lassen.
Mit der Einrichtung der Dienststelle im November 1944 wurde er Kommandant der Seeverteidigung Pommern und blieb dies bis Januar 1945. Bis Kriegsende war er mit der Wahrnehmung der Geschäfte des Chefs des Stabes des II. Admirals der Nordseestation, Konteradmiral Siegfried Engel, beauftragt. Seine eigentliche Dienststellung war zu der Zeit Standortältester Buxtehude und Gerichtsherr des Marine-Kriegsgerichts Buxtehude, was er bis April 1945 blieb. Am 7. Februar 1947 wurde er entlassen.
Gemeinsam mit Engel war er am 22. April 1945 für die kampflose Übergabe Buxtehudes verantwortlich.
Am 19. August 1966 machte Magnus vor der Staatsanwaltschaft Bremen (Akte 10 Js 156/64) eine Aussage zu den Vorfällen auf Korfu 1944. Er gab an, dass er Burger anfangs die Transportmöglichkeiten verweigerte und auch – letzten Endes nutzlose – Gegenrede gegen die Nutzung von Siebelfähren führte.
Es gab die Überlegung einen Platz auf dem Gelände der ehemaligen Estetal-Kaserne in Buxtehude nach Engel zu benennen. Aufgrund von Unstimmigkeiten, ob Engel oder Magnus bei Kriegsende das militärische Kommando über die Stadt hatte, wurde der Plan verworfen, aber Anfang Mai 2003 ein Gedenkstein aufgestellt. Auf dem Stein wurde an den Einsatz von Engel, Magnus, Hauptmann Hans Haverkamp und Oberleutnant Karl Halaski erinnert. Kurze Zeit später wurde bekannt, dass Engel an Todesurteilen beteiligt war. Bzgl. Magnus wurde die Deportation der jüdischen Bewohners Korfus publik, sodass der Gedenkstein wieder entfernt wurde.